# Fédération sénégalaise de handball
La Fédération Sénégalaise de Handball (FSH) est responsable du handball au Sénégal ainsi que des équipes nationales masculine et  féminine. Le siège de la fédération se trouve dans la capitale du pays, Dakar. L'association est membre de la Confédération Africaine de Handball (CAHB) et de la Fédération Internationale de Handball (IHF).